# Branko Rašović
Branko Rašović (Podgorica, Estado Independiente de Montenegro; 11 de abril de 1942-11 de octubre de 2024) fue un futbolista yugoslavo que jugó en la posición de defensa.

## Carrera

### Club
| Periodo   | Club                  | Apariciones | Goles |
| --------- | --------------------- | ----------- | ----- |
| 1962–1964 | FK Budućnost Titograd | 22          | 0     |
| 1964–1969 | FK Partizan           | 90          | 0     |
| 1969–1974 | Borussia Dortmund     | 109         | 0     |

### Selección nacional
Rašović debutó con Yugoslavia el 1 de abril de 1964 en un partido amistoso ante Bulgaria en el Čair Stadium en Niš ante 10,000 espectadores que ganó Yugoslavia 1–0. Rašović jugó su último partido internacional el 7 de octubre de 1967 en la clasificación para la Eurocopa 1968 ante Alemania Federal en Hamburgo ante 70,573 espectadores que ganó Alemania Federal 1-3. Jugó en 10 ocasiones con la selección nacional y no anotó goles.

## Logros
- Primera Liga de Yugoslavia (1): 1964/65